# SuperCity

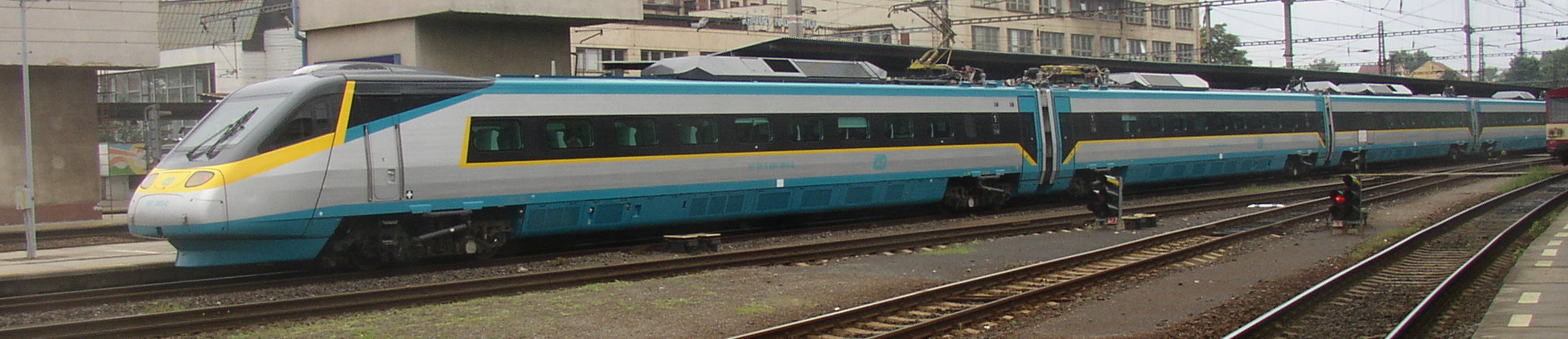
Souprava českého Pendolina

SuperCity (SC) je obchodní označení Českých drah pro kategorii vlaků vyšší kvality, od roku 2005 je nasazována elektrická jednotka řady 680 - Pendolino. Tento vlak má maximální rychlost 160 km/h.
Již dříve však České dráhy provozovaly vlaky této kategorie, a to SC 502/503 Manažer (Praha – Ostrava) a SC 519/520 Mladý svět, který spojoval Prahu a Zlín. Od srpna 2009 zahrnuly České dráhy do systému SuperCity pod značkou SuperCity Bus i expresní autobusovou linku německých drah DB na lince Praha–Norimberk.

## Nasazení

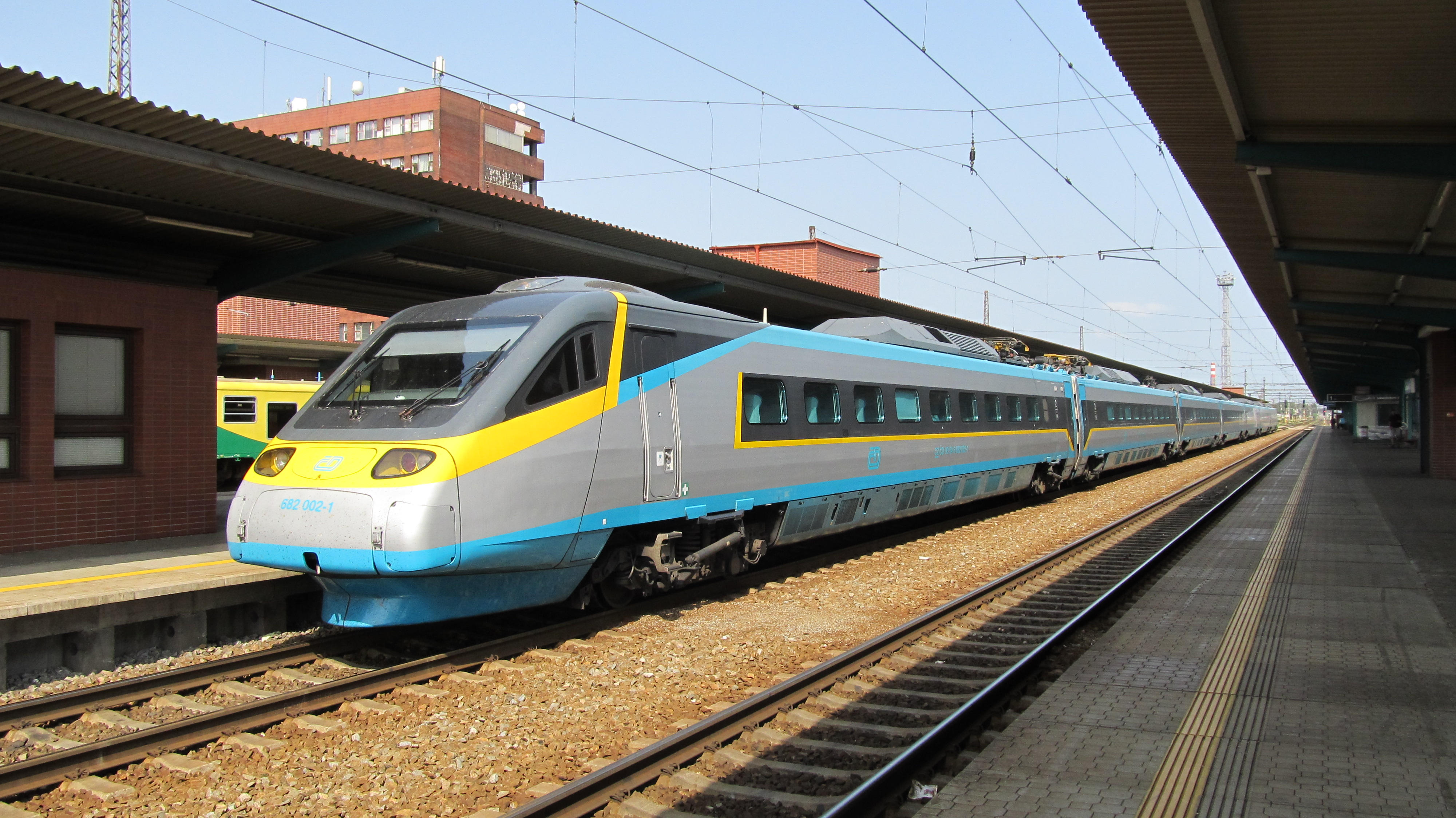
SC 510 Pendolino v Pardubicích

V sezóně 2005/2006 spoje jezdily na severní větvi Praha-Holešovice – Pardubice – Ostrava.
Od sezóny 2006/2007 jezdí[zdroj?] spoje i na jižní větvi Praha-Holešovice – Brno – Břeclav – Bratislava nebo Wien Südbahnhof Rovněž se mění označení těchto spojů z InterCity na SuperCity (v přehledu řazení vlaků  jsou však zatím řazeny v kategorii InterCity).
Dva páry vlaků SuperCity jezdily počátkem roku 2012 i do slovenské Žiliny, na jaře téhož roku ale bylo od nasazení upuštěno. Počínaje jízdním řádem pro rok 2015 zajíždějí některé vlaky SuperCity až do Košic.

## SuperCity Bus
Od 9. srpna 2009 se České dráhy spoluúčastní provozování autobusové linky DB-Expressbus / SuperCity Bus na trase Praha–Norimberk. Šest párů spojů budou autobusy SETRA s dvěma cestovními třídami provádět německé dráhy DB. Linka je integrována do tarifních nabídek DB i Českých drah, přičemž České dráhy linku řadí do sítě spojů SuperCity. České dráhy přitom potvrdily, že rozvoj autobusové dopravy doplňující páteřní železniční dopravu patří k jejich strategickým záměrům do budoucna a že spoluúčast na této lince je jednou z prvních vlaštovek realizace.

## Vlaky SuperCity v České republice
Vlaky SuperCity v jízdním řádu 2023/2024:
| SC 240 | Pendolino Košičan | Košice 14.48, Český Těšín 18.56-18.57, Ostrava hl.n. 19.24-19.26, Olomouc hl.n. 20.25-20.27, Pardubice hl.n. 21.37-21.39, Praha hl.n. 22.33                         |
| SC 241 | Pendolino Košičan | Praha hl.n. 6.00, Pardubice hl.n. 6.58-7.00, Olomouc hl.n. 8.12-8.14, Ostrava hl.n. 9.13-9.15, Český Těšín 9.38-9.40, Košice 13.53                                  |
| SC 500 | Pendolino         | Ostrava hl.n. 17.10, Olomouc hl.n. 18.09-18.11, Pardubice hl.n. 19.20-19.21, Praha hl.n. 20.19                                                                      |
| SC 503 | Pendolino         | Karlovy Vary 5.48, Cheb 6.30-6.34, Plzeň hl.n. 7.52-8.00, Praha hl.n. 9.22-9.32, Pardubice hl.n. 10.28-10.30, Olomouc hl.n. 11.42-11.44, Ostrava hl.n. 12.44        |
| SC 504 | Pendolino         | Ostrava hl.n. 15.10, Olomouc hl.n. 16.09-16.11, Pardubice hl.n. 17.20-17.21, Praha hl.n. 18.19-18.35, Plzeň hl.n. 19.58-20.05, Cheb 21.27-21.31, Karlovy Vary 22.11 |
| SC 505 | Pendolino         | Praha hl.n. 11.32, Pardubice hl.n. 12.28-12.30, Olomouc hl.n. 13.42-13.44, Ostrava hl.n. 14.44                                                                      |
| SC 506 | Pendolino         | Ostrava hl.n. 13.10, Olomouc hl.n. 14.09-14.11, Pardubice hl.n. 15.20-15.21, Praha hl.n. 16.19                                                                      |
| SC 507 | Pendolino         | Praha hl.n. 13.32, Pardubice hl.n. 14.28-14.30, Olomouc hl.n. 15.42-15.44, Ostrava hl.n. 16.44                                                                      |
| SC 516 | Pendolino         | Bohumín 5.01, Ostrava hl.n. 5.08-5.10, Olomouc hl.n. 6.09-6.11, Pardubice hl.n. 7.20-7.21, Praha hl.n. 8.19                                                         |
| SC 517 | Pendolino         | Praha hl.n. 19.32, Pardubice hl.n. 20.28-20.30, Olomouc hl.n. 21.42-21.44, Ostrava hl.n. 22.44, Bohumín 22.53                                                       |

V době MS v ledním hokeji pojede 1 posilový pár:
| SC 508 | Pendolino | Ostrava hl.n. 11.10, Olomouc hl.n. 12.09-12.11, Pardubice hl.n. 13.20-13.21, Praha hl.n. 14.19          |
| SC 501 | Pendolino | Praha hl.n. 23.32, Pardubice hl.n. 0.24-0.26, Olomouc hl.n. 1.35-1.37, Ostrava hl.n. 2.29, Bohumín 2.46 |